# Lilium arboricola
Lilium arboricola  es una especie de planta de flores perteneciente a la familia Liliaceae.
Es una especie de planta epifita con flores de color verde y sus anteras rojas-anaranjadas. El primer botánico en describirla fue Frank Kingdon Ward después de recolectarla en la región de  Shan en Birmania en 1953. Más plantas fueron recolectadas en  Lao Cai, Vietnam, en 2006, y ahora se cultivan en Gran Bretaña y Canadá.